# Burnside, Pennsylvania
Burnside är en ort i Clearfield County i delstaten Pennsylvania, USA.